# ダンスベルト
ダンスベルトは男性のバレエ・ダンサーや一般的なダンサー、及び男子フィギュアスケート選手等が昔から着用しているサポータータイプのショーツ（スポーツ用下着）。腰のベルトが太くて強く、腹を押さえ込み、前部は陰部をしっかりと包み込んで保護し、後部はTバックになっていることが最大の特徴である。

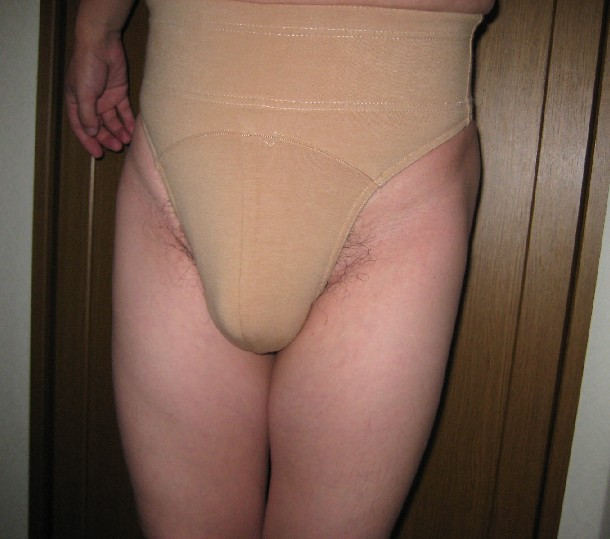
ダンスベルト、男性用Tバックショーツ

一般のTバックと異なる点は、素材が非常に強く締め付けによって食い込み感覚もかなり発生するので、慣れないと長時間着用していられないが、上に穿くタイツの表面にラインが無いためお尻や脚のラインがすっきりし、足が長く見えるため、プロのダンサーは勿論、バレエ教室でも若い頃からダンスベルトを着用させ、慣れさせる所が多い。
なお、若年者用と初心者用にフルバック・タイプもあるが、タイツにショーツラインが出るのでステージや大会・試合ではフルバックを着用する選手は殆どいない。